# XII Corpo de Exército (Alemanha)
O XII Corpo de Exército (em alemão: XII. Armeekorps) foi um Corpo de Exército da Alemanha na Segunda Guerra Mundial.

Foi formado no dia 1 de outubro de 1936 em Wiesbaden, em Wehrkreis XII. Foi mobilizado dias antes do início da Segunda Guerra Mundial. Participou da Invasão da Polônia onde permaneceu até o mês de maio de 1940, sendo então enviado para a França. Permaneceu na França até o mês de julho de 1941, de onde foi enviado para a Frente Oriental, passando a atuar no setor central. O Corpo foi destruído no dia 7 de julho de 1944 em Minsk e as suas unidades restantes enviadas para o comando do 6º Exército Panzer.
Foi reformado no mês final do mês de março inicio de abril de 1945 sendo desmobilizado com o final da guerra no dia 8 de maio de 1945.

## Comandantes
| Comandante                                  | Data                                              |
| ------------------------------------------- | ------------------------------------------------- |
| General da Infanterie Walter Schroth        | 1 de setembro de 1939 - 9 de abril de 1940        |
| Generaloberst Gotthard Heinrici             | 9 de abril de 1940 - 17 de junho de 1940          |
| General da Infanteria Walter Schroth        | 17 de junho de 1940 - 19 de fevereiro de 1942     |
| General da Infanteria Walther Gräßner       | 19 de fevereiro de 1942 - 15 de fevereiro de 1943 |
| General da Infanteria Kurt von Tippelskirch | 18 de fevereiro de 1943 - setembro de 1943        |
| General da Infanteria Edgar Röhricht        | setembro de 1943 - setembro de 1943               |
| General da Infanteria Kurt von Tippelskirch | setembro de 1943 - 4 de junho de 1944             |
| General der Artillerie Herbert Osterkamp    | março de 1945 - 8 de maio de 1945                 |

## Área de Operações
| Invasão da Polônia             | setembro de 1939 - maio de 1940   |
| Batalha da França              | maio de 1940 - junho de 1941      |
| Frente Oriental, setor central | junho de 1941 - maio de 1944      |
| Minsk                          | maio de 1944 - julho de 1944      |
| Sudoeste da Alemanha           | julho de 1944 - fevereiro de 1945 |
| Checoslováquia                 | fevereiro de 1945 - maio de 1945  |

## Serviço de Guerra
| Data                      | Exército        | Grupo de Exército | Lugar                  |
| ------------------------- | --------------- | ----------------- | ---------------------- |
| setembro de 1939          | 1º Exército     | C                 | Saarpfalz              |
| janeiro de 1940           | 1º Exército     | C                 | Saarpfalz, Lothringen  |
| setembro de 1940          | 4º Exército     | B                 | Generalgouvernement    |
| janeiro de 1941           | 4º Exército     | B                 | Generalgouvernement    |
| junho de 1941             | 4º Exército     | Mitte             | Brest-Litowsk, Minsk   |
| agosto de 1941            | 2º Exército     | Mitte             | Bobruisk, Gomel        |
| setembro de 1941          | 4º Exército     | Mitte             | Jelnja                 |
| outubro de 1941           | 4º Panzergruppe | Mitte             | Wjasma                 |
| novembro de 1941          | 4º Exército     | Mitte             | Moscou                 |
| janeiro de 1942           | 4º Exército     | Mitte             | Juchnow, Spass-Demensk |
| janeiro de 1943           | 4º Exército     | Mitte             | Spass-Demensk          |
| setembro de 1943          | 9º Exército     | Mitte             | Brjansk                |
| outubro de 1943           | 4º Exército     | Mitte             | Mogilew                |
| janeiro de 1944           | 4º Exército     | Mitte             | Mogilew, Minsk         |
| destruído e desmobilizado |                 |                   |                        |
| abril de 1945             | 7º Exército     | G                 | Mittelrhein            |
| maio de 1945              | 7º Exército     | Mitte             | Thüringen              |

## Chef des Generalstab
| Generalmajor Hans Heinrich Sixt von Armin    | 1 de outubro de 1936 - 10 de novembro de 1938 |
| Generalmajor Friedrich Mieth                 | 10 de novembro de 1938 - 26 de agosto de 1939 |
| Oberst Maximilian Grimmeiß                   | 26 de agosto de 1939 - 10 de setembro de 1939 |
| Oberst i.G. Hans-Joachim von Horn            | 10 de setembro de 1939 - 1 de junho de 1940   |
| Oberstleutnant i.G. Ferdinand Jodl           | 1 de junho de 1940 - 25 de outubro de 1940    |
| Oberstleutnant i.G. Siegfried von Waldenburg | 25 de outubro de 1940 - 3 de março de 1942    |
| Oberst i.G. Kurt Lottner                     | 3 de março de 1942 - 13 de março de 1942      |
| Oberst i.G. Fritz Ulrich                     | 14 de março de 1942 - 10 de dezembro de 1942  |
| Oberst i.G. Herbert Köstlin                  | 10 de dezembro de 1942 - 17 de agosto de 1943 |
| Oberst i.G. Paul Reichelt                    | 18 de agosto de 1943 - 14 de dezembro de 1943 |
| Oberst i.G. Willy Deyhle                     | 14 de dezembro de 1943 - 10 de junho de 1944  |
| Generalleutnant Ernst-Felix Faeckenstedt     | 28 de março de 1945 - 8 de maio de 1945       |

## Oficiais de operações (Ia.)
| Oberstleutnant i.G. Hans-Joachim von Horn  | 1 de outubro de 1936 - 1 de agosto de 1938 |
| Oberstleutnant i.G. Ferdinand Jodl         | 1 de agosto de 1938 - 1 de junho de 1940   |
| Major i.G. Hubert Diermayer                | junho de 1940 - dezembro de 1941           |
| Major i.G. Albrecht Freiherr von Uckermann | dezembro de 1941 - abril de 1943           |
| Major i.G. Heinz Müller-Lankow             | abril de 1943 - ouutbro de 1943            |
| Major i.G. Willi Koch                      | outubro de 1943 - julho de 1944            |
| Major i.G. Wich                            | 28 de março de 1945 - maio de 1945         |

## Organização
1 de setembro de 1939
- 15ª Divisão de Infantaria
- 34ª Divisão de Infantaria
- 52ª Divisão de Infantaria
- 79ª Divisão de Infantaria

8 de junho de 1940
- 75ª Divisão de Infantaria
- 268ª Divisão de Infantaria

20 de junho de 1941
- 45ª Divisão de Infantaria
- 31ª Divisão de Infantaria
- 34ª Divisão de Infantaria

1 de julho de 1941
- 31ª Divisão de Infantaria
- 34ª Divisão de Infantaria

10 de agosto de 1941
- 112ª Divisão de Infantaria
- 31ª Divisão de Infantaria

20 de agosto de 1941
- 167ª Divisão de Infantaria
- 31ª Divisão de Infantaria
- 112ª Divisão de Infantaria

3 de setembro de 1941
- 1/3 da 167ª Divisão de Infantaria
- 31ª Divisão de Infantaria
- 34ª Divisão de Infantaria
- 258ª Divisão de Infantaria

15 de setembro de 1941
- 167ª Divisão de Infantaria
- 31ª Divisão de Infantaria
- 34ª Divisão de Infantaria
- 258ª Divisão de Infantaria
- 1ª Divisão de Infantaria
- 52ª Divisão de Infantaria

27 de setembro de 1941
- 34ª Divisão de Infantaria
- 258ª Divisão de Infantaria
- 98ª Divisão de Infantaria
- 252ª Divisão de Infantaria

2 de setembro de 1941
- 98ª Divisão de Infantaria
- 34ª Divisão de Infantaria

11 de setembro de 1941
- 98ª Divisão de Infantaria
- 34ª Divisão de Infantaria

2 de novembro de 1941
- 98ª Divisão de Infantaria
- 34ª Divisão de Infantaria
- 15ª Divisão de Infantaria

11 de novembro de 1941
- 98ª Divisão de Infantaria
- 34ª Divisão de Infantaria
- 15ª Divisão de Infantaria

2 de janeiro de 1942
- 263ª Divisão de Infantaria
- 17ª Divisão de Infantaria

24 de junho de 1942
- 263ª Divisão de Infantaria
- 260ª Divisão de Infantaria
- 98ª Divisão de Infantaria
- 268ª Divisão de Infantaria

14 de agosto de 1942
- 98ª Divisão de Infantaria
- 15ª Divisão de Infantaria
- 34ª Divisão de Infantaria

22 de dezembro de 1942
- 260ª Divisão de Infantaria
- 268ª Divisão de Infantaria

7 de julho de 1943
- 267ª Divisão de Infantaria
- 260ª Divisão de Infantaria
- 268ª Divisão de Infantaria

26 de dezembro de 1943
- 131ª Divisão de Infantaria
- 35ª Divisão de Infantaria
- Korps-Abteilung D
- 342ª Divisão de Infantaria

15 de maio de 1944
- 18ª Divisão de Infantaria
- 267ª Divisão de Infantaria
- 260ª Divisão de Infantaria